# Arius acutirostris
Arius acutirostris е вид лъчеперка от семейство Ariidae. Видът не е застрашен от изчезване.

## Разпространение
Разпространен е в Мианмар и Тайланд.